# Carlos Chandía
Carlos Chandía (Chillan, 1964. november 14. –) chilei nemzetközi labdarúgó-játékvezető. Jelenlegi lakhelye Chillan. Egyéb foglalkozása gyártulajdonos. Teljes neve Carlos Luis Chandía Alarcón.

## Pályafutása

### Labdarúgóként
Ötévesen a Nublense helyi csapatban kezdett a labdarúgással foglalkozni. Tanulmányainak eredményes befejezése érdekében családjának javaslatára befejezte a labdarúgást.

### Nemzeti játékvezetés
1998-ban lett az I. Liga játékvezetője. A nemzeti játékvezetéstől 2009-ben vonult vissza.

### Nemzetközi játékvezetés
A Chilei labdarúgó-szövetség Játékvezető Bizottságának (JB) felterjesztésére 2001-ben lett, a Nemzetközi Labdarúgó-szövetség (FIFA) nemzetközi játékvezetőinek tagja. Több válogatott és nemzetközi klubmérkőzést vezetett, vagy működő társának 4. bíróként segített. Az aktív nemzetközi játékvezetéstől 2009-ben a FIFA JB 45 éves korhatárának elérésével búcsúzott.

#### Labdarúgó-világbajnokság
A világbajnoki döntőhöz vezető úton Németországba a XVIII., a 2006-os labdarúgó-világbajnokságra és Dél-Afrikába a XIX., a 2010-es labdarúgó-világbajnokságra a FIFA JB bíróként foglalkoztatta. A 2010-es világbajnokságon tartalék, 4. játékvezetőként alkalmazta. Előselejtezőket a CONMEBOL zónában teljesített.

##### 2006-os labdarúgó-világbajnokság

###### Selejtező mérkőzés
| Időpont            | Helyszín                                 | Mérkőzés típusa            | Mérkőzés           | Eredmény | Nézők száma |
| ------------------ | ---------------------------------------- | -------------------------- | ------------------ | -------- | ----------- |
| 2003. november 15. | Metropolitano Stadion, Barranquilla      | előselejtező (3. forduló)  | Kolumbia–Venezuela | 0 : 1    | 20 000      |
| 2004. október 9.   | José Pachencho Romero Stadion, Maracaibo | előselejtező (9. forduló)  | Venezuela–Brazília | 2 : 5    | 26 133      |
| 2005. március 30.  | Nemzeti Stadion, Lima                    | előselejtező (13. forduló) | Peru–Ecuador       | 2 : 2    | 40 000      |

##### 2010-es labdarúgó-világbajnokság

###### Selejtező mérkőzés
| Időpont             | Helyszín                                     | Mérkőzés típusa            | Mérkőzés           | Eredmény | Nézők száma |
| ------------------- | -------------------------------------------- | -------------------------- | ------------------ | -------- | ----------- |
| 2007. november 21.  | Atahualpa Stadion, Quito                     | előselejtező (4. forduló)  | Ecuador–Peru       | 5 : 1    | 28 557      |
| 2009. március 29.   | Atahualpa Stadion, Quito                     | előselejtező (11. forduló) | Ecuador–Brazília   | 1 : 1    | 40 000      |
| 2009. június 10.    | Atahualpa Stadion, Quito                     | előselejtező (14. forduló) | Ecuador–Argentína  | 2 : 0    | 36 359      |
| 2009. szeptember 5. | Monumental Stadion, Lima                     | előselejtező (15. forduló) | Peru–Uruguay       | 1 : 0    | 15 000      |
| 2009. október 10.   | Polideportivo Cachamay Stadion, Puerto Ordaz | előselejtező (17. forduló) | Venezuela–Paraguay | 1 : 2    | 41 680      |

#### Copa América
Venezuela rendezte a 42., a 2007-es Copa América labdarúgó tornát, ahol a CONMEBOL JB partbíróként foglalkoztatta.

##### Copa América mérkőzés
| Időpont          | Helyszín                                             | Mérkőzés típusa              | Mérkőzés                   | Eredmény | Nézők száma |
| ---------------- | ---------------------------------------------------- | ---------------------------- | -------------------------- | -------- | ----------- |
| 2007. július 3.  | Metropolitano Stadion, Mérida                        | csoportmérkőzés (A. csoport) | Peru –Bolívia              | 2 : 2    | 35 000      |
| 2007. július 28. | José Pachencho Romero Stadion, Maracaibo             | csoportmérkőzés (C. csoport) | Argentína–Egyesült Államok | 4 : 1    | 34 500      |
| 2007. július 7.  | Polideportivo de Pueblo Nuevo Stadion, San Cristóbal | egyik negyeddöntő            | Venezuela–Uruguay          | 1 : 4    | 41 200      |
| 2007. július 11. | Polideportivo Cachamay, Stadion, Puerto Ordaz        | egyik elődöntő               | Mexikó–Argentína           | 0 : 3    | 41 600      |

#### Konföderációs kupa
Németország rendezte a 7., a 2005-ös konföderációs kupa labdarúgó tornát, ahol a FIFA JB bírói szolgálattal bízta meg.
| Időpont          | Helyszín                  | Mérkőzés típusa              | Mérkőzés             | Eredmény | Nézők száma |
| ---------------- | ------------------------- | ---------------------------- | -------------------- | -------- | ----------- |
| 2005. június 21. | Központi Stadion, Lipcse  | csoportmérkőzés (A. csoport) | Ausztrália–Tunézia   | 0 : 2    | 44 337      |
| 2005. június 25. | Franken Stadion, Nürnberg | egyik elődöntő               | Németország–Brazília | 2 : 3    | 42 187      |

#### Nemzetközi kupamérkőzések
Vezetett Kupa-döntők száma: 5.

##### Dél-amerikai kupa
| Időpont            | Helyszín                           | Mérkőzés típusa        | Mérkőzés                | Eredmény | Nézők száma |
| ------------------ | ---------------------------------- | ---------------------- | ----------------------- | -------- | ----------- |
| 2004. december 17. | La Bombonera Stadion, Buenos Aires | második döntő mérkőzés | CA Boca Juniors–Bolívar | 2 : 0    | 55 000      |

##### Dél-Amerikai Szuperkupa
A CONMEBOL JB elismerve szakmai felkészültségét, rendszeresen megbízta kupadöntő irányításával.
| Időpont          | Helyszín                                 | Mérkőzés típusa        | Mérkőzés                 | Eredmény | Nézők száma |
| ---------------- | ---------------------------------------- | ---------------------- | ------------------------ | -------- | ----------- |
| 2005. július 24. | Alberto J. Armando Stadion, Buenos Aires | első döntő mérkőzés    | Boca Juniors–Once Caldas | 3 : 1    | 45 000      |
| 2007. május 31.  | Hidalgo Stadion, Pachuca                 | első döntő mérkőzés    | Pachuca–Internacional    | 2 : 1    | 10 080      |
| 2009. július 9.  | Casa Blanca Stadion, Quito               | második döntő mérkőzés | LDU Quito–Internacional  | 3 : 0    |             |

##### Copa Libertadores
| Időpont          | Helyszín                                                      | Mérkőzés típusa        | Mérkőzés                 | Eredmény | Nézők száma |
| ---------------- | ------------------------------------------------------------- | ---------------------- | ------------------------ | -------- | ----------- |
| 2004. július 1.  | Palogrande Stadion, Manizales                                 | második döntő mérkőzés | Once Caldas–Boca Juniors | 1 : 1    |             |
| 2008. június 25. | Casa Blanca Stadion, Quito                                    | első döntő mérkőzés    | LDU Quito–Fluminense     | 4 : 2    | 55 359      |
| 2009. július 15. | Governador Magalhães Pinto (Mineirão) Stadion, Belo Horizonte | második döntő mérkőzés | Cruzeiro–Estudiantes     | 1 : 2    | 65 000      |

## Szakmai sikerek
Az IFFHS (International Federation of Football History & Statistics) 1987-2011 évadokról tartott nemzetközi szavazásán 151, játékvezető besorolásával minden idők 68, legjobb bírójának rangsorolta. A 2008-as szavazáshoz képest 6 pozíciót előbbre lépett.